# Le maître est l'enfant
 (novembre 2018).
Le maître est l'enfant est un documentaire français réalisé par Alexandre Mourot, sorti en 2017.

## Synopsis
Alexandre Mourot, réalisateur et jeune père, regarde sa fille faire sa propre expérience du monde. S’interrogeant sur sa scolarisation prochaine, il décide d’aller tourner dans une classe d’enfants de 3 à 6 ans de la plus ancienne école Montessori de France. Dans une salle accueillante, avec des fleurs, des fruits, beaucoup de matériel, Alexandre rencontre des enfants libres de leurs mouvements et de leurs activités, qui travaillent seuls ou à plusieurs dans une ambiance étonnamment calme. Le maître est très discret. Chacun lit, fait du pain et des divisions, rit ou dort en classe. Pendant une année, le réalisateur filme la mise en œuvre de cette pédagogie de l’autonomie et de l’estime de soi que Maria Montessori voyait, en pleine fureur de la première moitié du XXe siècle, comme la promesse d’une société nouvelle de paix et de liberté.

## Fiche technique
- Titre original : Le maître est l'enfant
- Titre anglais international : Let The Child Be The Guide
- Réalisation : Alexandre Mourot
- Photographie : Alexandre Mourot
- Son : Alexandre Mourot
- Musique : Damien Salançon
- Montage : Catherine Mamecier
- Production : Alexandre Mourot
- Société de production : Dans le sens de la vie
- Société de distribution : Dans le sens de la vie
- Pays d'origine :  France
- Genre : documentaire
- Durée : 100 minutes
- Date de sortie : 27 septembre 2017

## Distribution
- Anny Duperey et Alexandre Mourot : voix off
- Ana Mourot
- Les éducateurs : Christian Maréchal, Kate, Hélène
- Les enfants de la classe : Achille, Adèle, Agathe, Alix, Alphonse, Antoine, Auguste, Bartimée, Camille, Charlie, Charlotte, Etienne, Félix, Gabin, Gabriel, Garance, Géraud, Jeanne, Juliette, Joseph, Léa, Louis, Marin, Marine, Mathieu, Noélie, Nour, Olivier, Pierre B., Pierre, Robin, Roxane, Séraphine, Sixtine, Titouan, Valentine, Victorien, Yanis.

## Distinctions
Le maître est l'enfant a été sélectionné à de nombreux festivals et a remporté plusieurs prix :
- Alive doc festival 2017 de Los Angeles, Lauréat du « Best Educational Documentary »
- Guro Kids International Film Festival 2017, Prix du public
- Docs Against Gravity 2017, film sélectionné